# شیلو ژوما
شیلو ژوما (به انگلیسی: Xiluo Zhuoma) کشتی گیر زن کشور چین است. 